# Chińska Republika Ludowa na Zimowych Igrzyskach Olimpijskich Młodzieży 2012
Chiny na Zimowych Igrzyskach Olimpijskich Młodzieży 2012, które odbywały się w Innsbrucku reprezentowało 23 zawodników.

## Skład kadry

### Biathlon
Chłopcy
| Zawodnik       | Konkurencja    | Finał   | Finał      | Finał |
| Zawodnik       | Konkurencja    | Czas    | Strzelanie | Poz.  |
| -------------- | -------------- | ------- | ---------- | ----- |
| Cheng Fangming | Sprint         | 19:21.7 | 1          |       |
| Cheng Fangming | Bieg pościgowy | 28:57.7 | 7          |       |

Dziewczęta
| Zawodnik      | Konkurencja    | Finał   | Finał      | Finał |
| Zawodnik      | Konkurencja    | Czas    | Strzelanie | Poz.  |
| ------------- | -------------- | ------- | ---------- | ----- |
| Song Na       | Sprint         | 19:19.2 | 2          | 17    |
| Song Na       | Bieg pościgowy | 23:25.0 | 7          | 23    |
| Zhang Zhaohan | Sprint         | 19:51.1 | 4          | 23    |
| Zhang Zhaohan | Bieg pościgowy | 31:40.4 | 7          | 17    |

### Biegi narciarskie
Dziewczęta
| Zawodnik | Konkurencja  | Finał   | Finał |
| Zawodnik | Konkurencja  | Czas    | Poz.  |
| -------- | ------------ | ------- | ----- |
| Chun Ma  | Bieg na 5 km | 16:34.9 | 20    |

Sprint
| Zawodnik | Konkurencja | Kwalifikacje | Kwalifikacje | Ćwierćfinał | Ćwierćfinał | Półfinał                | Półfinał                | Finał                   | Finał                   |
| Zawodnik | Konkurencja | Wynik        | Poz.         | Wynik       | Poz.        | Wynik                   | Poz.                    | Wynik                   | Poz.                    |
| -------- | ----------- | ------------ | ------------ | ----------- | ----------- | ----------------------- | ----------------------- | ----------------------- | ----------------------- |
| Chun Ma  | Sprint      | 2:02.34      | 16 Q         | 2:10.0      | 5           | Nie zakwalifikowała się | Nie zakwalifikowała się | Nie zakwalifikowała się | Nie zakwalifikowała się |

### Curling
Miksty
9. miejsce
| Czwarty/-a | Trzeci/-a | Drugi/-a | Otwierający/-a |
| ---------- | --------- | -------- | -------------- |
| Wang Jinbo | Yang Ying | Bai Yang | Cao Ying       |

Pary mieszane
Drużyna Chin przegrała w rundzie "Last 16".

### Hokej na lodzie
Chłopcy
| Zawodnik | Konkurencja                                  | Kwalifikacje | Kwalifikacje | Wielki finał | Wielki finał |
| Zawodnik | Konkurencja                                  | Pkt          | Poz.         | Pkt          | Poz.         |
| -------- | -------------------------------------------- | ------------ | ------------ | ------------ | ------------ |
| Liu Qing | konkurs umiejętności indywidualnych chłopców | 12           | 7 Q          | 13           | 7            |

Dziewczęta
| Zawodnik   | Konkurencja                                   | Kwalifikacje | Kwalifikacje | Wielki finał            | Wielki finał            |
| Zawodnik   | Konkurencja                                   | Pkt          | Poz.         | Pkt                     | Poz.                    |
| ---------- | --------------------------------------------- | ------------ | ------------ | ----------------------- | ----------------------- |
| Sun Jiayue | konkurs umiejętności indywidualnych dziewcząt | 4            | 12           | Nie zakwalifikowała się | Nie zakwalifikowała się |

### Łyżwiarstwo figurowe
Chłopcy
| Zawodnik | Konkurencja | Short program/Original dance | Short program/Original dance | Free skating/Free dance | Free skating/Free dance | Suma pkt. | Suma pkt. |
| Zawodnik | Konkurencja | Punkty                       | Poz.                         | Punkty                  | Poz.                    | Punkty    | Poz.      |
| -------- | ----------- | ---------------------------- | ---------------------------- | ----------------------- | ----------------------- | --------- | --------- |
| Yan Han  | Soliści     | 59.65                        | 1                            | 132.80                  | 1                       | 192.45    |           |

Dziewczęta
| Zawodnik | Konkurencja | Short program/Original dance | Short program/Original dance | Free skating/Free dance | Free skating/Free dance | Suma pkt. | Suma pkt. |
| Zawodnik | Konkurencja | Punkty                       | Poz.                         | Punkty                  | Poz.                    | Punkty    | Poz.      |
| -------- | ----------- | ---------------------------- | ---------------------------- | ----------------------- | ----------------------- | --------- | --------- |
| Li Zijun | Solistki    | 50.92                        | 3                            | 106.78                  | 2                       | 157.70    |           |

Pary taneczne
| Zawodnik           | Konkurencja   | Short program/Original dance | Short program/Original dance | Free skating/Free dance | Free skating/Free dance | Suma pkt. | Suma pkt. |
| Zawodnik           | Konkurencja   | Punkty                       | Poz.                         | Punkty                  | Poz.                    | Punkty    | Poz.      |
| ------------------ | ------------- | ---------------------------- | ---------------------------- | ----------------------- | ----------------------- | --------- | --------- |
| Yu Xiaoyu Jin Yang | Pary taneczne | 51.79                        | 1                            | 102.03                  | 1                       | 153.82    |           |

### Łyżwiarstwo szybkie
Chłopcy
| Zawodnicy | Konkurencje | Wyścig 1 | Wyścig 2 | Razem   | Miejsce |
| --------- | ----------- | -------- | -------- | ------- | ------- |
| Liu An    | 500 m       | 37.67    | 37.83    | 75.50   |         |
| Liu An    | 1500 m      |          |          | 2:00.28 |         |
| Liu An    | Bieg masowy |          |          | LAP     | LAP     |
| Yang Fan  | 1500 m      |          |          | 1:54.20 |         |
| Yang Fan  | 3000 m      |          |          | 4:03.22 |         |
| Yang Fan  | Bieg masowy |          |          | 7:10.23 |         |

Dziewczęta
| Zawodnicy    | Konkurencje | Wyścig 1 | Wyścig 2 | Razem   | Miejsce |
| ------------ | ----------- | -------- | -------- | ------- | ------- |
| Shi Xiaoxuan | 500 m       | 41.98    | 42.34    | 84.32   |         |
| Shi Xiaoxuan | 1500 m      |          |          | 2:15.98 | 9       |
| Shi Xiaoxuan | Bieg masowy |          |          | 6:09.17 | 11      |
| Fu Yuan      | 1500 m      |          |          | 2:11.94 | 4       |
| Fu Yuan      | 3000 m      |          |          | 4:47.52 | 5       |
| Fu Yuan      | Bieg masowy |          |          | LAP     | LAP     |

### Short track
Chłopcy
| Zawodnik    | Konkurencja    | Ćwierćfinał | Ćwierćfinał | Półfinał | Półfinał | Finał    | Finał |
| Zawodnik    | Konkurencja    | Czas        | Poz.        | Czas     | Poz.     | Czas     | Poz.  |
| ----------- | -------------- | ----------- | ----------- | -------- | -------- | -------- | ----- |
| Lu Xiucheng | bieg na 500 m  | 44.504      | 2 Q         | 1:20.806 | 4 qB     | PEN      | PEN   |
| Lu Xiucheng | bieg na 1000 m | 1:30.764    | 3 qCD       | 1:32.822 | 1 qC     | 1:32.369 | 1     |
| Xu Hongzhi  | bieg na 500 m  | 43.022      | 1 Q         | 42.832   | 1 Q      | 42.637   |       |
| Xu Hongzhi  | bieg na 1000 m | 1:34.610    | 1 Q         | 1:31.377 | 2 Q      | 1:29.576 |       |

Dziewczęta
| Zawodnik  | Konkurencja    | Ćwierćfinał | Ćwierćfinał | Półfinał | Półfinał | Finał                   | Finał                   |
| Zawodnik  | Konkurencja    | Czas        | Poz.        | Czas     | Poz.     | Czas                    | Poz.                    |
| --------- | -------------- | ----------- | ----------- | -------- | -------- | ----------------------- | ----------------------- |
| Qu Chunyu | bieg na 500 m  | 46.378      | 1 Q         | 45.624   | 2 Q      | PEN                     | PEN                     |
| Qu Chunyu | bieg na 1000 m | 1:39.607    | 1 Q         | PEN      | PEN      | Nie zakwalifikowała się | Nie zakwalifikowała się |
| Xu Aili   | bieg na 500 m  | 45.416      | 1 Q         | 45.673   | 1 Q      | 44.593                  |                         |
| Xu Aili   | bieg na 1000 m | 1:36.614    | 1 Q         | 1:35.362 | 2 Q      | 1:33.351                |                         |

Składy mieszane
| Zawodnik                                                    | Konkurencja       | Półfinał | Półfinał | Finał    | Finał |
| Zawodnik                                                    | Konkurencja       | Czas     | Poz.     | Czas     | Poz.  |
| ----------------------------------------------------------- | ----------------- | -------- | -------- | -------- | ----- |
| Team B Jung Hyun Park Lu Xiucheng Xu Aili Jack Burrows      | Sztafeta mieszana | 4:21.656 | 1 Q      | 4:21.713 |       |
| Team F Qu Chunyu Xu Hongzhi Mariya Dolgopolova Aydin Djemal | Sztafeta mieszana | 4:21.227 | 1 Q      | 4:24.665 |       |

### Skoki narciarskie
Dziewczęta
| Zawodnik  | Konkurencja          | Runda 1   | Runda 1 | Runda 2   | Runda 2 | Razem  | Razem   |
| Zawodnik  | Konkurencja          | Odległość | Punkty  | Odległość | Punkty  | Punkty | Miejsce |
| --------- | -------------------- | --------- | ------- | --------- | ------- | ------ | ------- |
| Li Xueyao | konkurs indywidualny | 59.5m     | 82.1    | 58.0m     | 79.5    | 161.6  | 11      |